# Dart (rzeka)
Dart – rzeka w Wielkiej Brytanii, w hrabstwie Devon o długości 75 km. Jej początek stanowi połączenie dwóch rzek: West Dart i East Dart na terenie parku narodowego Dartmoor. Rzeka uchodzi do kanału La Manche na wysokości miasta Dartmouth i wsi Kingswear. Dolina rzeki jest obszarem chronionego krajobrazu.

## Miejscowości nad rzeką Dart
- Buckfastleigh
- Totnes
- Dartmouth

## Atrakcje turystyczne
Nad rzeką położona jest posiadłość Agathy Christie, obecnie udostępniona do zwiedzania. Przy ujściu rzeki, w Dartmouth znajduje się baza – jeden z punktów początkowych operacji D Day. U ujścia rzeki, po prawej stronie, zabytkowy zamek z XVII wieku.